# Leptodactylinae
Leptodactylinae – podrodzina płazów bezogonowych z rodziny świstkowatych (Leptodactylidae).

## Zasięg występowania
Podrodzina obejmuje gatunki występujące od skrajnie południowego Teksasu (Stany Zjednoczone), stanu Sonora (Meksyk) i północnych Antyli, na południe do Brazylii.

## Podział systematyczny
Do podrodziny należą następujące rodzaje:
- Adenomera Steindachner, 1867
- Hydrolaetare Gallardo, 1963
- Leptodactylus Fitzinger, 1826
- Lithodytes Fitzinger, 1843 – jedynym przedstawicielem jest Lithodytes lineatus (Schneider, 1799) – nibydrzewołaz złotopasy[12]